# Гюльтепе (Губинский район)
Гюльтепе (азерб. Gültəpə) — село в Губинском районе Азербайджана. 

## География
Расположено на склонах Кавказских гор на реке Агчай в 13 км к западу от административного центра района — города Губа.

## Топоним
Гюльтепе в дословном значении переводится с азербайджанского как «цветочный холм». Значение прежнего названия — «текья» шейхов.

## История
По сведениям 1886 года, опубликованным в изданном в 1893 году под редакцией Н. К. Зейдлица «Своде статистических данных о населении Закавказского края», Теке-Шихи (так в тексте) указывалось «татарским» (азербайджанским) селением Мюгючского сельского общества Кубинского уезда Бакинской губернии.
Теке-Шихи в числе других сёл Кубинского уезда оказалось в эпицентре событий марта 1918 года. В 1965 году переименовано в Гюльтепе.

## Население
В Азербайджанской сельскохозяйственной переписи 1921 года приводятся данные о Текей-Ших 1 Амсарского сельского общества Кубинского уезда Азербайджанской ССР.  В селении имелось в то время 65 хозяйств, население численностью 394 человека было представлено преимущественно азербайджанскими тюрками (азербайджанцами).
Мужчин насчитывалось — 220 человек, женщин — 174 человека.
По данным издания «Административное деление АССР», подготовленного в 1933 году Управлением народно-хозяйственным учётом АССР (АзНХУ), в Текешыхы проживало 642 человека (152 хозяйства), из них 340 мужчин и 302 женщины. Национальный состав всего сельсовета, (сёла Испиг, Мехюч — центр сельсовета)  на 99,7 % состоял из тюрок (азербайджанцев).
Кварталы (махалля) села Текейшихы по сведениям на 1961 год: Мамедкерим, Хелфа, Шыхдеруш, Шыхзаде.
По данным на 1981 год в Гюльтепе проживало 495 человек занимавшихся бахчеводством и животноводством.

### Известные уроженцы
В Гюльтепе родился — Джейхун Рустам оглы Исаев, военнослужащий азербайджанской армии, участник Второй Карабахской войны. Награждён медалями «За Родину» и «За освобождение Суговушана».

## Достопримечательности
К западу от селения Гюльтепе находится средневековое поселение «Гарты». Впервые оно было зафиксировано и обследовано специальной археологической экспедицией «Свод археологических памятников Азербайджана» (САПА) в 1980 году. На основании собранных материалов памятник датируется XIII—XV веками. Также в селе расположена тюрбе неизвестного достоверно времени возведения.